# Jo Yoon-hee
Jo Yoon-hee (조윤희?, 趙胤熙?, Jo Yun-huiLR, Cho YunhŭiMR; Cheongju, 13 ottobre 1982) è un'attrice sudcoreana.

## Biografia
Jo Yoon-hee è nata il 13 ottobre 1982 a Cheongju, ma è cresciuta a Seul, dove la sua famiglia si è trasferita quando aveva cinque anni. Durante gli anni delle scuole superiori è stata notata da un talent scout e ha cominciato così a lavorare come modella per le riviste di moda. Ha debuttato nell'industria dell'intrattenimento nel 1999 apparendo nel video musicale di I Believe di Lee Soo-young: essendo sotto la stessa agenzia, ciò ha dato vita a una prolifica collaborazione tra le due, e Joo ha recitato in nove video della cantante. Nel 2002 è passata alla televisione, rivestendo ruoli di supporto in numerose serie nel corso degli anni successivi. Le sue prime parti da protagonista sono arrivate nel 2008 con la commedia cinematografica Donggeo, dongnak e la fiction Spotlight, e nel 2010 ha vinto il premio alla miglior attrice rivelazione agli MBC Drama Award per la sua interpretazione nel melodramma Hwanggeum mulgogi. Tre anni dopo si è invece aggiudicata il premio all'alta eccellenza femminile ai Korea Drama Award per Nine - Ahop beon-ui sigan-yeohaeng. Dal 2016 e 2017 si è avvicinata al mondo della radio, lavorando come DJ per il programma Volume Up di KBS Cool FM. Nello stesso periodo ha recitato nel serial Wolgyesu yangbokjeom sinsadeul, grazie al quale le è stato assegnato il premio all'eccellenza femminile in un dramma seriale ai KBS Drama Award.

### Vita privata
Il 2 maggio 2017 ha registrato il matrimonio con la sua co-star di Wolgyesu yangbokjeom sinsadeul, Lee Dong-gun. La cerimonia si è tenuta in forma privata il successivo 29 settembre. Il 14 dicembre è nata la loro figlia, Lee Ro-a. Il 28 maggio 2020 è stata riferito che la coppia aveva avviato le pratiche del divorzio; Jo ha ricevuto la custodia della figlia.

## Filmografia

### Cinema
- Choehu-ui manchan (최후의 만찬?), regia di Son Yeong-guk (2003)
- Brothers of War - Sotto due bandiere (태극기 휘날리며?, Taegukgi hwinallimyoLR), regia di Kang Je-gyu (2004)
- Donggeo, dongnak (동거, 동락?), regia di Kim Tae-hee (2008)
- 4gyosi churi-yeong-yeok (4교시 추리영역?), regia di Lee Sang-yong (2009)
- Illyumyeolmangbogoseo (인류멸망보고서?), regia di Kim Ji-woon e Im Pil-sung (2012)
- Gongmojadeul (공모자들?), regia di Kim Hong-sun (2012)
- Gisuljadeul (기술자들?), regia di Kim Hong-seon (2014)
- Joseonmasulsa (조선마술사?), regia di Kim Dae-sung (2015)
- Luck Key (럭키?), regia di Lee Gae-byeok (2016)
- Neulbomgadeun (늘봄가든?), regia di Gu Tae-jin (2024)

### Televisione
- Orange (오렌지?) – serie TV (2002)
- Love Letter (러브레터?) – serie TV (2003)
- Nabi (나비?) – film TV (2004)
- Baekseolgongju (백설공주?) – serie TV (2004)
- Sarang-eun amudo mommallyeo (사랑은 아무도 못말려?) – serie TV (2006)
- GOD (GOD?) – film TV (2007)
- Spotlight (스포트라이트?) – serie TV (2008)
- Sarangpar-a.com (사랑팔아 닷.컴?) – serie TV (2008)
- Jukdo-ui han (죽도의 한?) – serie TV (2009)
- Yeolhyeol jansakkun (열혈 장사꾼?) – serie TV (2009)
- Geudae, us-eo-yo (그대, 웃어요?) – serie TV (2009) – cameo
- Hwanggeum mulgogi (황금물고기?) – serie TV (2010)
- Naege geojinmar-eul haebwa (내게 거짓말을 해봐?) – serie TV (2011)
- Neongkuljjae gulleo-on dangsin (넝쿨째 굴러온 당신?) – serie TV (2012)
- Love in Memory (러브 인 메모리?) – serie TV (2013)
- Nine - Ahop beon-ui sigan-yeohaeng (나인: 아홉 번의 시간여행?) – serie TV (2013)
- Scandal: Mae-u chunggyeokjeog-igo budodeokhan sageon (스캔들: 매우 충격적이고 부도덕한 사건?) – serie TV (2013)
- Wang-ui eolgul (왕의 얼굴?) – serie TV (2014-2015)
- Producer (프로듀사?) – serie TV, episodi 1-4 (2015)
- Wolgyesu yangbokjeom sinsadeul (월계수 양복점 신사들?) – serie TV (2016-2017)
- Sarang-eun beautiful insaeng-eun wonderful (사랑은 뷰티풀 인생은 원더풀?) – serie TV (2019-2020)
- 7in-ui talchul (7인의 탈출?) – serie TV (2023)
- 7in-ui buhwal (7인의 부활?) – serie TV (2024)

## Riconoscimenti
- KBS Drama Award
  - 2012 – Miglior coppia con Lee Hee-joon per Neongkuljjae gulleoon dangsin[23]
  - 2016 – Premio all'eccellenza femminile in un dramma seriale per Wolgyesu yangbokjeom sinsadeul[16]
- Korea Drama Award
  - 2013 – Premio all'alta eccellenza femminile per Nine - Ahop beon-ui sigan-yeohaeng[13]
- MBC Drama Award
  - 2010 – Miglior attrice rivelazione per Hwanggeum mulgogi[12]
- Style Icon Award
  - 2012 – Nuova icona[24]